# Bandidos
Bandidos Motorcycle Club är en internationell kriminell motorcykelklubb som grundades i Texas 1966. Med sina 2 000 till 2 500 medlemmar som är utspridda i 80 länder är Bandidos den näst största motorcykelklubben i världen, efter ärkerivalen Hells Angels. 
Bandidos slogan är: "We are the people our parents warned us about" (eng. "Vi är de människor som våra föräldrar varnade oss för"). Klubbens färger är "Red and Gold" (svenska "Rött och Guld"), ibland felaktigt tolkat som "Rött och Gult".
Bandidos klassas allmänt världen över som en "kriminell motorcykelklubb" då majoriteten av dess medlemmar är kriminellt belastade.

## Historia
Bandidos Motorcycle Club grundades av den 36-årige Donald Eugene Chambers den 4 mars 1966 i San Leon, Texas. Chambers namngav klubben för att hedra de mexikanska banditerna som levde efter sina egna villkor. Han började därefter att rekrytera medlemmar från de olika lokala motorcykelbarer i Houston, Corpus Christi, Galveston och San Antonio. I början av 1970-talet hade klubben över hundra medlemmar, inklusive många veteraner från Vietnamkriget.
Ronald Jerome "Ronnie" Hodge tog över från Chambers som Bandidos president 1972. Hodge fick smeknamnet "Mr. Prospect" eftersom han under en kort tid jobbade upp sig i klubbens hierarki. Han blev senare känd som "Step Mother" efter Chambers moniker "Mother". Under Hodges ledning blev Bandidos en internationell motorcykelklubb när den första utlandsavdelningen etablerades i Sydney, Australien 1983. Den australiensiska Bandidos-klubben grundades av Anthony Mark "Snodgrass" Spencer, som tidigare hade stött på Bandidos-medlemmar under ett besök i USA. Ronnie Hodge dömdes till fem års fängelse i december 1988 för att ha medverkat i ett bombattentat på hem och bilar som tillhörde en rivaliserad MC-klubb, han dog sedan av hjärtsjukdom 1992.
1989 etablerades Bandidos i Europa då en ny Bandidos-avdelning bildades i Marseille, Frankrike. Efterföljande expansion till de nordiska länderna på 1990-talet ledde till våldsamma krig mot ärkerivalen Hells Angels. Bandidos tredje internationella president, James Edward "Sprocket" Lang, liksom hans efterträdare, Charles Craig "Jaws" Johnston, dömdes var och en till tio års fängelse för narkotikabrott i november 1998. George Wegers, som var internationell president mellan 1998 och 2005, dömdes för anklagelser om grov utpressning i oktober 2006.

## Kriminell verksamhet
Bandidos kallar sig gärna, precis som rivalen Hells Angels, för en "enprocentklubb", vilket härrör sig från ett uttalande från American Motorcyclist Association om att 99 procent av världens motorcyklister är laglydiga, medan 1 procent inte är det.
Flera av klubbens medlemmar har straffats för grova brott. Klubben har bland annat varit inblandad i en massaker i Milperra utanför Sydney i Australien 1984, då sju personer mördades. Den svenske bandidosledaren Mehdi Seyyed dömdes i januari 2009 till nio års fängelse för att ha beställt mord på två personer.

## Medlemskap
Bandidos-medlemmar måste vara män och äga minst en Harley-Davidson-motorcykel (dock kan i vissa fall andra amerikansktillverkade motorcyklar också tillåtas). Potentiella medlemmar måste genomföra en process i tre steg innan de initieras, med början som en "hangaround", innan de blir en "prospekt" och sedan "prövning". Längden på denna process bestäms av varje sektionspresident och slutar när sektionens medlemmar enhälligt röstar för att tillåta den provanställda medlemmen att komma in i klubben. En screeningprocess genomförs för att förhindra infiltration av brottsbekämpande myndigheter. När de går med i Bandidos måste varje medlem teckna över sin motorcykel till klubben.
Varje enskild Bandidos-klubb följer en strukturerad hierarki, med en president, vicepresident, sergeant, vägkapten och sekreterare/kassör. Medlemmar måste följa olika stadgar, som exempelvis att inte bära klubbmärket när de åker i en bil eller lastbil, och de måste delta i möten (känd som "kyrkan") fyra gånger per månad. Dessa regler föreskriver också att alla medlemmar som inte deltar i obligatoriska gruppturer på motorcykel får böter och kommer att förlora registreringsbeviset på sin motorcykel. Ett annat krav är att Bandidos ska följa filosofin "Alla medlemmar är dina bröder och din familj", och får "inte frukta auktoritet och ha ett allmänt förakt för samhällets regler". Varje medlem som till exempel samarbetar med brottsbekämpande myndigheter är mottaglig för disciplinära åtgärder. Alla Bandidos-regalier, inklusive tatueringar, anses vara klubbegendom. Medlemsavgifter krävs och används för att täcka klubbens kostnader, såsom kostnader för begravning, och bidra till en juridiskt försvarsfond. Klubbens stadgar säger att en medlem som begår självmord inte får en Bandidos-begravning.

## Bandidos i Sverige

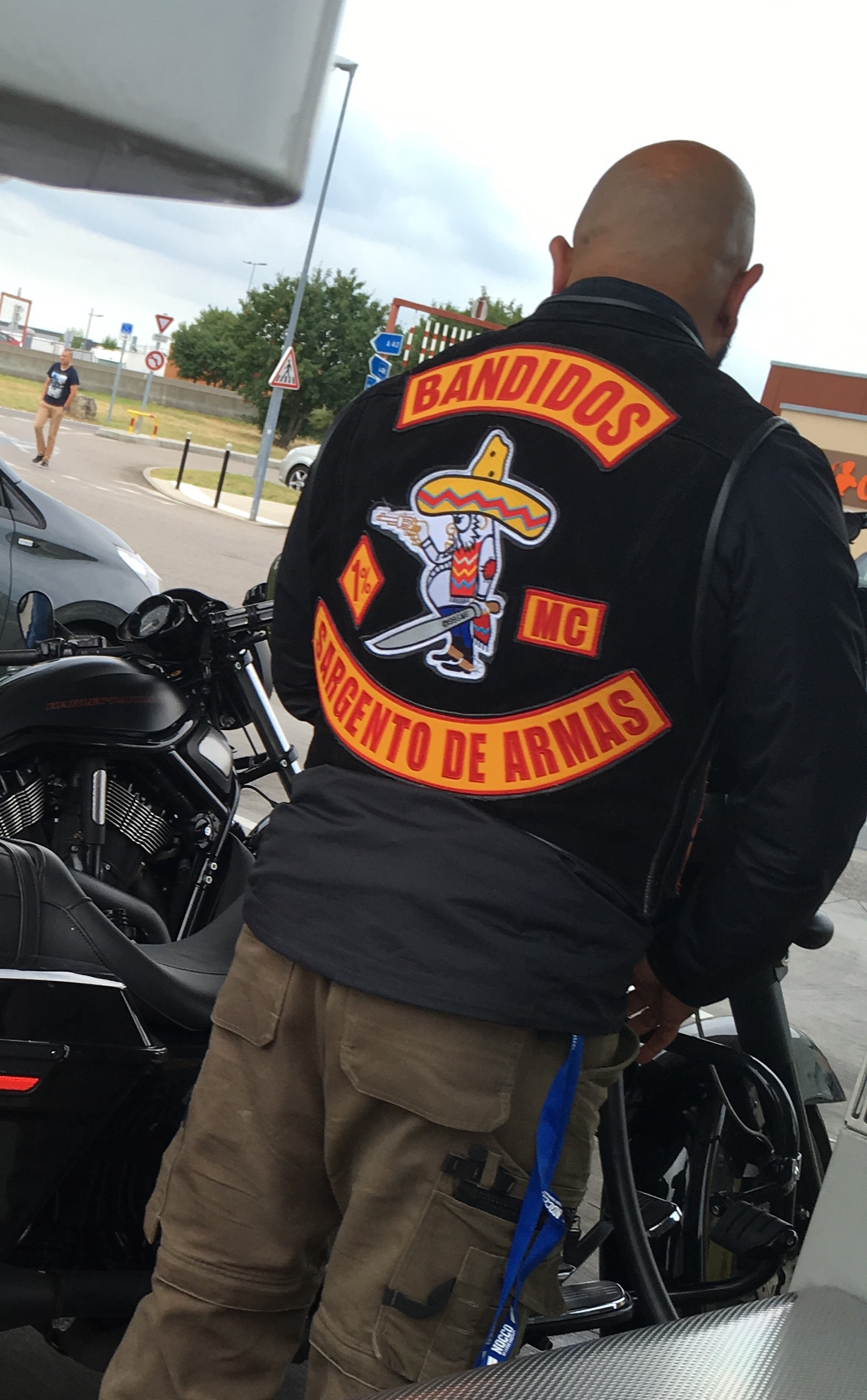
Bandidos

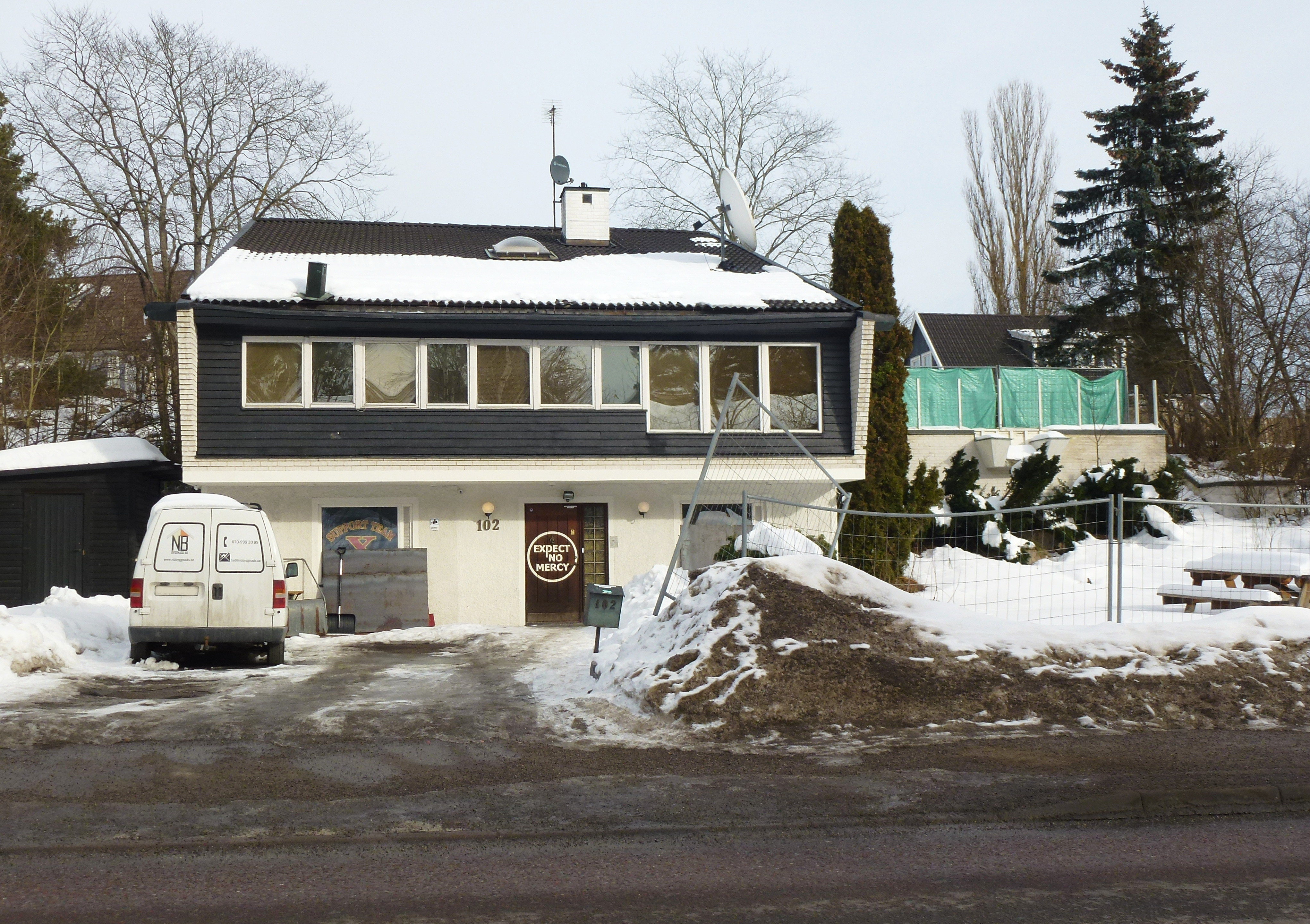
Den så kallade "Bandidosvillan" vid Häradsvägen, Huddinge kommun, som kommunen köpte för att bli av med MC-klubben.

I Sverige etablerades Bandidos när Helsingborgsklubben Morbids MC 1994 utsågs till så kallat hangaround chapter till Bandidos, och sedan blev fullvärdig avdelning 1995. Denna anslutning bidrog till att utlösa det stora nordiska MC-kriget. Idag finns klubben etablerad i Karlstad, Helsingborg, Halmstad, Göteborg, Stockholm, Västerås, Örebro, Borlänge, Sandviken, samt Malmö. Ytterligare en avdelning, Nomads, är inte knuten till någon speciell ort men dess ledare är ursprungligen från Halmstad. Moderklubb är avdelningen i Helsingborg som också anses ha högst status i Sverige. 
Bandidos nya Europapresident, dansken Michael "Kokken" Rosenvold tog över efter sin landsman Jim Tindahn. Förutom att han leder Bandidos i Europa styr han också över alla avdelningar i Asien. Rosenvold var tidigare vice Europapresident.
Bandidos medlemmar har varit inblandade i otaliga brutala våldsdåd. Ofta utförs det kriminella grovjobbet av supporterklubben X-team. I Sverige pågick mellan 1994 och 1997 ett fullt krig mellan Bandidos och ärkefienden Hells Angels, med många dödsoffer som följd, bland annat Bandidos president i Sverige, Michael Ljunggren, som dödades 17 juli 1995.
Bandidos stödgrupp Chicanos har uppmärksammats för brottslig verksamhet i framför allt västra Sverige.